# San Mateo County
San Mateo County är ett county i delstaten Kalifornien, USA, med 718 451 invånare vid 2010 års folkräkning. Den administrativa huvudorten (county seat) är Redwood City och största stad i countyt är Daly City. Countyt ingår i storstadsområdet San Francisco Bay Area och ligger omedelbart söder om San Franciscos stadsgräns.

## Geografi
Enligt United States Census Bureau så har countyt en total area på 1 919 km². 1 163 km² av den arean är land och 756 km² är vatten. 

### Angränsande countyn
- San Francisco County, Kalifornien nord
- Alameda County, Kalifornien öst
- Santa Clara County, Kalifornien sydost
- Santa Cruz County, Kalifornien syd